# Lariniophora ragnhildae
Genre
Espèce
Synonymes
- Epeira gracilis Hogg, 1896 nec Walckenaer, 1805
- Aranea ragnhildae Strand, 1917
- Araneus ragnhildae Strand, 1917

Lariniophora ragnhildae, unique représentant du genre Lariniophora, est une espèce d'araignées aranéomorphes de la famille des Araneidae.

## Distribution
Cette espèce est endémique d'Australie.

## Description
Le mâle décrit par Framenau en 2011 mesure 6,30 mm et la femelle 7,72 mm, les mâles mesurent de 4,23 à 6,92 mm.

## Publications originales
- Strand, 1917 : Arachnologica varia XIV-XVIII. Archiv für Naturgeschichte, sér. A, vol. 82, no 2, p. 70-76.
- Framenau, 2011 : Lariniophora, a new monotypic orb-weaving spider genus from Australia (Araneae: Araneidae: Araneinae). Records of the Western Australian Museum, vol. 26, no 2, p. 191-201 (texte intégral).
- Hogg, 1896 : Araneidae. Report of the Horn expedition to central Australia. 2. Zoology, p. 309-356.